# قائمة حملات التطهير العرقي
تحتوي تلك المقالة قائمة الحوادث التي وصفها بعض الأكاديميين أو الخبراء القانونيين بأنها تطهير عرقي. لم يتفق جميع الخبراء على أي حالة، خاصة بوجود تنوع من التعريفات لمصطلح التطهير العرقي. عندما تظهر مزاعم التطهير العرقي عن غير الخبراء فسوف نشير إلى ذلك.

## العصور القديمة والوسطى والفترة الحديثة المبكرة

### العصور القديمة
- حوالي 149 ق.م: يعد حصار قرطاج الاشتباك الرئيسي في الحرب البونية الثالثة بين البونيقيون في قرطاجة (وهي اليوم في تونس) والجمهورية الرومانية. كانت عملية حصار، بدأت في وقت ما بين 149-148 ق.م، وانتهت في ربيع عام 146 ق.م بنهب قرطاجة وتدميرها بالكامل. في ربيع 146 ق.م، اخترق الرومان سور المدينة، وأخيرًا بعد ساعات وساعات من القتال في الشوارع، استسلم أهل قرطاجة، وبيع السكان الذين بقوا على قيد الحياة والمقدر عددهم بخمسين ألفًا للعبودية. سُويت المدينة بعد ذلك. وجُعلت الأراضي المحيطة بقرطاجة أراضيَ عامة، وتشارك فيها المزارعون المحليون والرومان والإيطاليون.
- حوالي 350 م: سجلت النصوص الصينية القديمة أن الجنرال ران مين أمر بتصفية شعوب «وو هو»، خاصة شعب «جي»، خلال حرب «وي جي» في القرن الرابع ميلادي. قُتل الناس الذين يمتازون بصفات عرقية معينة كالأنوف المرتفعة واللحى الكثيفة؛ قُتل ما مجموعه مئتا ألف إنسان.[1]

### العصور الوسطى
- 1069-1070 دمر ويليام الفاتح إنجلترا الشمالية فيما يعرف الآن باسم خراب الشمال. فنهب وخرب خلال حملته العديد من البلدات والمدن؛ فدمر جميع إمدادات الغذاء للمنطقة بقصد تجويع سكانها خلال فصل الشتاء. فنجا ربع سكان شمال إنجلترا فقط بعد الحرب. يعتقد بعض العلماء أن خراب الشمال يمكن أن يوصف بأنه إبادة جماعية.[2]
- قرابة العام 1282: «حرب صلاة الغروب الصقلية» هو الاسم الذي أطلق على التمرد الناجح في جزيرة صقلية الذي اندلع في عيد الفصح عام 1282 ضد حكم الملك الفرنسي الكابيتي تشارلز الأول، الذي حكم مملكة صقلية منذ عام 1266. في غضون ستة أسابيع، ذبح المتمردون ثلاثة آلاف شخص بين رجال ونساء في فرنسا وفقدت حكومة الملك تشارلز السيطرة على الجزيرة. كان ذلك بداية «حرب صلاة الغروب الصقلية».
- قرابة العام 1290 م: طرد إدوارد الأول ملك إنكلترا جميع اليهود الذين يعيشون في إنجلترا في عام 1290. أُعدم المئات من كبار السن اليهود.[3]
- نحو 1250-1500 م: من القرن الثالث عشر إلى القرن الرابع عشر، طردت عدة دول أوروبية اليهود من أراضيها في 15 مناسبة على الأقل. سبقت إسبانيا كل من إنجلترا وفرنسا وبعض الولايات الألمانية وتبعتها خمس عمليات طرد على الأقل.
- نحو 1492-1614 م: نتيجة للاضطهاد الديني، اعتنق ما يقارب ربع مليون يهودي في إسبانيا الكاثوليكية، وطُرد أولئك الذين رفضوا تغيير دينهم عام 1492 (وقدر عددهم بين 40 و70 ألفًا) عقب مرسوم الحمراء. واصل الكثير من اليهود المتحولين ممارسة اليهودية في الخفاء، ما أدى إلى إنشاء محاكم التفتيش. وبعد فترة وجيزة حُظر الإسلام وصار مسلمو إسبانيا مسيحيين بالاسم.[4] أُطلق على أحفاد هؤلاء المسلمين المتحولين اسم «الموريسكيون». بعد قمع الثورة الموريسكية عام 1571 في منطقة البشرات، نُقل ما يقارب ثمانين ألفًا من الموريسكيين إلى أنحاء أخرى من إسبانيا، وأُعيد تأهيل نحو 270 من القرى والنجوع من قبل مستوطنين استُقدموا من أماكن أخرى. وتلا ذلك طرد عام للموريسكيين بين 1609 و1614، وطبق هذا الطرد اسميًا على المملكة الإسبانية كاملة،[5] ولكن تنفيذه الشامل كان في المنطقة الشرقية من فينيسيا. إن مدى النجاح الكلي لعملية الطرد هذه من الناحية التنفيذية محل جدل أكاديمي، إضافة إلى أنها لم تشتمل على عنف واسع النطاق، مع ذلك تعتبر من أوائل وقائع التطهير العرقي التي رعتها الدولة في العالم الغربي الحديث.[6]
- 1556-1620: المزارع الأيرلندية. صادر العرش الملكي البريطاني أراضي في لايوس وأوفالي ومانستر وأجزاء من ألستر واستعمرها بالمستوطنين الإنجليز. وُصفت أيرلندا بأنها أرض اختبار للاستعمار البريطاني، إذ كانت مصادرة الأراضي وطرد الأيرلنديين من أراضيهم بمثابة تدريب للبريطانيين ليطردوا الأمريكيين الأصليين من أرضهم في ما بعد.[7]
- قرابة 1652 م: بعد غزو القائد كرومويل لأيرلندا وإصدار قانون الاستيطان في عام 1652، وُصف استيطان كرومويل التالي للحرب من قبل مؤرخين مثل مارك ليفين وآلان أكسلرود بأنه تطهير عرقي، لأنه سعى إلى إزالة الأيرلنديين الكاثوليك من الجزء الشرقي من البلاد. وصف مؤرخون آخرون مثل المؤرخ تيم بات كوغان أفعال كرومويل ومرؤوسيه بأنها إبادة جماعية.
- قرابة 1740 م: في أربعينيات القرن الثامن عشر، نفّذت الحكومة البريطانية، في أعقاب «القيام اليعقوبي» عام 1745، عملية «تصفية المرتفعات» في اسكتلندا، والتي أدت إلى إخلاء الكثير من المرتفعات الاسكتلندية.
- 1755-1764 م: خلال الحرب الفرنسية والهندية، بدأت الحكومة الاستعمارية في نوفا سكوتيا، بمساعدة من قوات إنجلترا الجديدة، إزالة ممنهجة  لسكان نوفا سكوتيا الفرنسيين الأكاديين الكاثوليك. نقلت آلاف المستوطنين إلى مناطق في المستعمرات الثلاثة عشرة في بريطانيا وفرنسا. انتقل الكثير منهم إلى لويزيانا واستقروا فيها وباتوا يعرفون باسم الكاجون (الأكاديون). ووصف الكثير من العلماء موت أكثر من 50% من السكان الأكاديين المُرحّلين بأنه تطهير عرقي.[8]

## القرن التاسع عشر
- أمر جان جاك ديسالين، أول حاكم لهايتي المستقلة، بقتل ما تبقى من السكان البيض الذين ينتمون إلى الكريول الفرنسيين في هايتي عبر التحريض على مذبحة هايتي عام 1804.[9]
- في 26 مايو 1830، وقّع رئيس الولايات المتحدة أندرو جاكسون قانون إزالة الهنود الذي أدى إلى سلسلة من عمليات الترحيل القسري عرفت باسم «درب الدموع».[10][11][12][13]
- يقول مايكل مان، اعتمادًا على أرقام قدمها جوستين مكارثي، إنه بين 1821 و1922 طُرد عدد كبير من المسلمين من جنوب شرق أوروبا حين حصلت بلغاريا واليونان وصربيا على استقلالها من الإمبراطورية العثمانية. وصف مان هذه الأحداث بأنها «تطهير عرقي فتاك على نطاق هائل لم يسبق له مثيل في أوروبا». سعت هذه الدول إلى توسيع أراضيها على حساب الإمبراطورية العثمانية،[14] ما نتج عنه حروب البلقان في أوائل القرن العشرين. قام الروس بعد كل حرب روسية تركية بعمليات تطهير عرقي في القوقاز. اختفى نحو 750 ألف مسلم عثماني من أماكنهم الأصلية بعد الحرب الروسية التركية (1877-1878).[15][16] قُتل ما بين 210 و310 ألف مدني بلغاري في الحرب نفسها و«الأهوال البلغارية» التي تسمى أيضًا «انتفاضة أبريل»  في عام 1876، وهرب 100 ألف.[17][18] في الحروب الروسية التركية السابقة ونتيجةً للهجرة الطوعية والتطهير العرقي، تشكل مجتمع مهاجر من البلغاريين البيسارابيين. هاجر نحو 200 ألف بلغاري من الإمبراطورية العثمانية بين عامي 1768 و1812، وهاجر 400 ألف آخرون حتى عام 1870 هربًا من الإرهاب والتطهير العرقي في تراقيا، وقُتل 200 ألف. ونتيجة للتطهير العرقي، هاجر نحو 250 ألف بلغاري إلى بلغاريا من الإمبراطورية العثمانية بين 1878 و1912.[19]
- في عام 2005، نشر المؤرخ جاري كلايتون أندرسون من جامعة أوكلاهوما كتاب «غزو تكساس: التطهير العرقي في أرض الميعاد 1830-1875». يرفض هذا الكتاب آراء المؤرخين التقليديين، مثل والتر بريسكوت ويب وروبرت ن. ريتشاردسون، الذين ينظرون إلى استيطان تكساس الذي قام على تشريد السكان الأصليين على أنه «تطور صحي». كتب أندرسون ذلك أثناء اندلاع الحرب الأهلية الأمريكية، حين كان عدد سكان تكساس يقارب 600 ألف، كانت هذه الولاية الجديدة «مكانًا عنيفًا للغاية... حمّل معظم سكان تكساس الهنود مسؤولية أعمال العنف، وهو اتهام غير عادل، لأن سلسلة من حالات الجفاف الرهيبة أعاقت هنود السهول وجعلتهم غير قادرين على الاستمرار في الحرب». رُشح الكتاب لنيل جائزة بوليتزر.[20]
- طُرد شعب الروما الرحّال من الدول الأوروبية في عدة مناسبات.[21]
- من 1894-1896:  في محاولة لأسلمة الإمبراطورية العثمانية، أمر السلطان عبد الحميد الثاني بقتل الأرمن (إلى جانب أقليات مسيحية أخرى) ممن يعيشون في الإمبراطورية العثمانية، على أساس ديني. عُرفت عمليات القتل هذه في ما بعد باسم المجازر الحميدية، نسبة إلى السلطان عبد الحميد الثاني. تشير التقديرات إلى أن العدد الإجمالي للأشخاص الذين قُتلوا يتراوح بين 80 و300 ألف.
- ابتداءً من العام 1848 تقريبًا وحتى القرن العشرين، طُرد سكان سيليزيا من قبل مختلف الحكومات، لأن وطنهم خضع لحكم ولايات مختلفة.[22]

## القرن العشرين

### 1900-1920
- كانت الإبادة الجماعية التي وقعت في هيريرو وناماكا حملة إبادة عرقية وعقاب جماعي  ارتكبتها الإمبراطورية الألمانية في جنوب غرب إفريقيا الألمانية (ناميبيا الآن) ضد شعوب هيريرو وناما وسان. تعتبر أول إبادة جماعية في القرن العشرين. حدث ذلك بين عامي 1904 و 1907 خلال حروب هيريرو.
- خلال حروب البلقان، نُفذ التطهير العرقي في كوسوفو ومقدونيا وسنجق وتراقيا، وقد وُجه في البداية ضد السكان المسلمين، وامتد لاحًقا إلى المسيحيين، فأُحرقت القرى وقُتل الناس. أحرق البلغاريون والصرب واليونانيون القرى وقتلوا المدنيين الأتراك، على الرغم من أن المناطق ذات الغالبية التركية في المناطق البلغارية المحتلة بقيت دون تغيير تقريبًا.[23] ذبح الأتراك السكان الذكور من البلغاريين واليونانيين عند احتلالهم مجددًا، عدا اليونانيين خلال حرب البلقان الثانية، اغتُصبت النساء والأطفال في كل مذبحة وكثيرًا ما كانوا يقتلون. في حرب البلقان الثانية، أدت حملة التطهير العرقي التي قام بها الجيش العثماني والباشبوزق التركي إلى القضاء على جميع السكان البلغاريين العثمانيين «أدريانوب فيلايت» (يقدر عددهم بنحو 300 ألف قبل الحرب) عن طريق القتل (60 ألفًا) أو التهجير.[24][25] تعرض المقدونيون البلغاريون الخاضعون للاحتلال اليوناني للإبادة الجماعية، التي شملت التطهير العرقي والقتل المنظم. أُحرقت 160 قرية بلغارية في تلك المنطقة، وجرى التطهير الكامل لمنطقة كيلكيس البلغارية «الصافية». أُحرقت 260 قرية بلغارية متمردة في مقدونيا الصربية. طرد البلغاريون  100 ألف يوناني من مقدونيا وتراقيا الغربية قبل أن تستعيد اليونان الأراضي في النهاية. نتج عن مذابح الألبان في حروب البلقان مقتل 25 ألفًا منهم. قُتل 18 ألف مدني بلغاري في مقدونيا، في حين بقي ربع السكان المسلمين والبلغاريين الذين كانوا سابقًا فيها. زيادة على القتلى، هجر 890 ألفًا منازلهم بشكل نهائي، هرب 400 ألف إلى تركيا، و170 ألفًا إلى اليونان، و150 أو280 ألفًا إلى بلغاريا. قُلّل عدد البلغاريين في مقدونيا عبر حملات الدمج القوية التي اتبعت أساليب الإرهاب. حُظر استخدام اللغة البلغارية ونُشرت الإعلانات التي تحمل عبارة «أعلن أنك صربي أو مت»، وكان على الموقعين أن يتخلوا عن هويتهم البلغارية رسميًا في صربيا واليونان.[26]